# سراب‌دوره
سَراب‌دوره نام شهری کوچک در ناحیه غربی استان لرستان، در غرب ایران است. این شهر مرکز شهرستان چگنی این استان است.

## آب و هوا
اراضی این منطقه قسمتی جلگه و قسمتی در دامنه کوه یا کوهستانی است و آب و هوایی معتدل دارد. آب مورد نیاز منطقه چگنی از رودخانه، چشمه‌ها و حوزه‌های آبرفتی کوه‌های اطراف تأمین می‌شود.

## آثار تاریخی
بیش از ۳۲۰ اثر تاریخی و باستانی در این شهرستان وجود دارد که توجه و رسیدگی به این جاذبه‌های گردشگری می‌تواند موجب جذب گردشگر و رونق اقتصادی پایدار در شهرستان و استان شود.
این شهرستان دارای آثار و بناهای تاریخی زیادی مانند بنای دو امامزاده معروف به نام‌های پیرشمس الدین و حیات الغیب با قلعه مخروبه تپه سر قلعه ناوه کش و پل مخروبه مهم کشکان که پایه‌های آن باقی است، می‌باشد.
پل تاریخی «کشکان» مربوط به دوره ساسانی و آل حسنویه و غارهای مربوط به دوره پارینه سنگی ازجمله غار کالجالی، غار مغار، غار چهار درب یافته، غار دوشه و تپه‌های باستانی مانند تپه چغادرویشان و آثار قلعه تاریخی معروف به چهارچرب تنگ تیر مربوط به عصر شاهنشاهی اشکانی از جمله اماکن تاریخی و فرهنگی به عنوان جاذبه‌های گردشگری این شهرستان است
شهرستان چگنی دارای سراب های بسیاری از جمله سراب دوره، سراب کَرِه زهراکار، سراب ناوه‌کش، سراب رفتخان، سراب کله‌هو و رودهای مهمی از جمله کشکان و گلال خرم‌آباد است که دشت‌های حاصلخیز این شهرستان را سیراب می‌کنند
کوه‌های بلند با تنوع گیاهی و جانوری فراوان از جمله سفیدکوه با ارتفاع ۳۰۸۰ متر از سطح دریا و پوشیده از جنگل‌های سرسبز در این شهرستان قرار دارد، بلندترین قله‌ آن به نام کُربِئی یادآور شکوه تمدن کُربیانه در هزاره اول پیش از میلاد مقارن با عصر ایلام است
منطقه حفاظت شده سفیدکوه چگنی از غرب خرم‌آباد آغاز و نیمه شمالی بخش مرکزی چگنی به همراه چهارده روستای این منطقه را دربر می‌گیرد
آبشارهای فصلی و دائمی فراوانی در شهرستان چگنی وجود دارد که کمتر مورد توجه قرار گرفته‌اند، ازجمله : آبشار دال‌آو، آبشار سربیشه، آبشار کالیاب، آبشار سماق و ...، همچنین دره‌های شگفت‌انگیز سماق، کلهو و باباخانی تشکن مکان‌هایی بکر و زیبا جهت مقاصد گردشگری هستند

## جمعیت
بنا بر پایه سرشماری عمومی نفوس و مسکن در سال ۱۳۹۵ جمعیت این شهر ۱٬۷۱۳ نفر (۴۷۸ خانوار) بوده‌است.
مردم این شهر اکثرا به زبان لری سخن می گویند.